# Castelli del Trentino

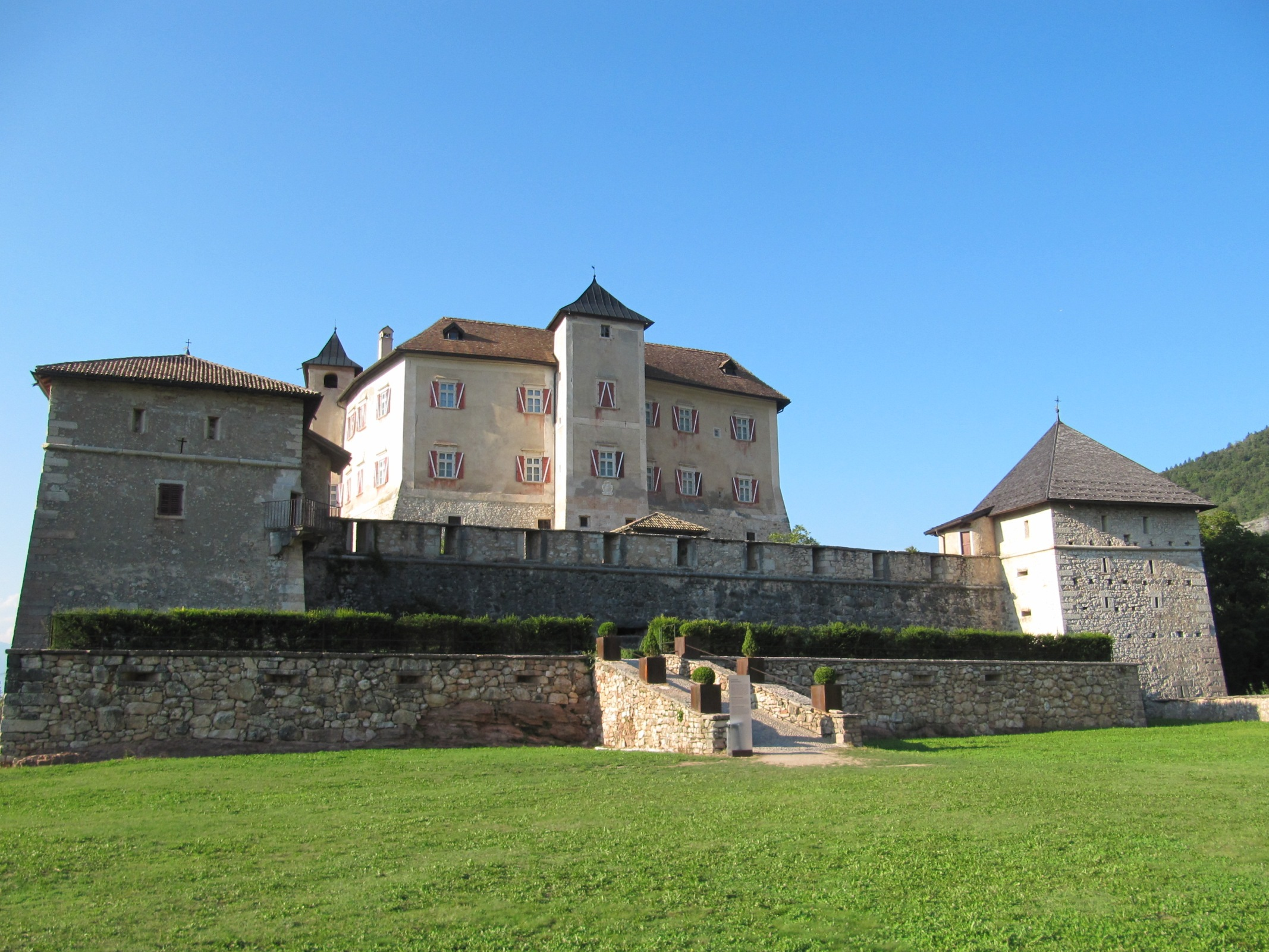
Castel Thun

Nessuna regione d'Italia conta, rispetto alla sua dimensione, un numero così elevato di castelli come il Trentino-Alto Adige. L'origine di queste affascinanti strutture è complessa e, in parte, ancora avvolta nel mistero. Tuttavia, fin dall'epoca romana si può individuare una linea storica che va dalla distruzione delle fortificazioni romane, durante le incursioni barbariche, fino all'edificazione, in epoca longobarda e carolingia, di forti militari e residenze murate di proprietà ducale o del sovrano, ma anche di recinti fortificati comunitari, sicuri rifugi per la popolazione locale in tempi di guerra.

## Storia e descrizione
Generalmente costruiti su alture sfruttando materiali locali, i castelli medioevali hanno una pianta molto semplice ridotta ad una cinta muraria che racchiude una torre, spesso quadrata. A fianco di essa sorsero, verso il Trecento, edifici residenziali anche di grandi dimensioni che, alla fine del Quattrocento, a volte, si trasformarono in veri palazzi provvisti di ogni lusso. Contemporaneamente si svilupparono difese più moderne adeguate alle nuove strategie militari come bastioni curvati, feritoie cannoniere e piazzole per l'artiglieria. La diffusione di manieri in questa regione è dovuta anche all'influsso di altre popolazioni come i Germani ed il Sacro Romano Impero.
Il gioco diplomatico fra le signorie quattrocentesche coinvolse questo territorio in lunghe battaglie con Milano, Padova, Venezia e Verona che durarono fino agli inizi del secolo successivo. Questo fenomeno determinò un contatto ancora più stretto della corte vescovile con l'aristocrazia.
Gestire un simile territorio fu compito molto arduo che comportò la nascita di una nuova classe sociale, i ministeriali, incaricati dal vescovo di compiere un complesso di importantissimi servizi, in cambio di feudi.
Dopo questo periodo di guerre, i castelli si trasformarono in lussuose e tranquille residenze dedicate alla villeggiatura e al soggiorno nei periodi di caccia. In questa fase infatti la pianta di base dei castelli si aggiornò con torri angolari, bastioni lunati, portali marmorei e curatissimi giardini. Dalla fine del Cinquecento, le funzioni storiche dei castelli cessarono  completamente e possedere uno di essi iniziò a rappresentare soltanto un elemento di prestigio. Questo fenomeno fu intensificato anche dal contemporaneo declino delle famiglie nobili, che preferivano vivere nei palazzi cittadini. In questa fase, i manieri vennero abbandonati per molti secoli, venendo recuperati con opere di restauro solo nel XVIII e XIX secolo. Questo restauro generale determinò la presenza di variegate tecniche costruttive, caratteristiche di secoli diversi, nei castelli.

## Elenco dei castelli
A
- Castel Albano
- Castello di Altaguardia
- Castello di Arco
- Castello di Avio o di Sabbionara

B
- Castel Belasi
- Castel Belfort
- Castel Beseno
- Castel Bragher
- Castello del Buonconsiglio

C
- Castel Caldes
- Castel Campo
- Castel Casez
- Castel Chizzola
- Castel Cles
- Castel Coredo
- Castel Corno
- Castello di Castelfondo
- Castello di Castellano
- Castello di Croviana

D
- Castel Drena
- Castello di Dosso Maggiore

F
- Castel Firmian

G
- Castello di Gardolo
- Castel Gresta

I
- Castel Ivano

M
- Castel Madruzzo
- Castel Malgolo
- Castello di Monguelfo
- Castel Morenberg
- Castello di Monreale (San Michele all'Adige)

N
- Castel Nanno
- Castel Noarna
- Castello di Nomi

O
- Castello di Ossana

P
- Castel Pergine
- Castel Pietra (Calliano)
- Castel Pietra (Tonadico)

R
- Castel Restor
- Castello di Rovereto
- Castello Roccabruna

S
- Castel San Gottardo
- San Michele
- Castel San Pietro (Ton)
- Castel Selva
- Castel Spine
- Castello di Segonzano
- Castello di Seregnano
- Castello di Stenico

T
- Castel Telvana
- Castel Terlago
- Castel Thun
- Castel Toblino
- Castello di Tenno
- Castello della Torre Franca

V
- Castel Valer
- Castel Vigolo
- Castello di Vasio